# Annabel Pitcher
Escritora inglesa, nacida en 1982 en un pueblo de Yorkshire. Es licenciada en Filología Inglesa por la Universidad de Oxford y autora de las novelas: Mi hermana vive sobre la repisa de la chimenea, en la que logra que a través de los ojos de un niño puedan verse con humor cosas tan dramáticas como el terrorismo o el alcoholismo y el abandono de los padres, también Nubes de Ketchup" y "El silencio es un pez de colores".
Libros: "Mi hermana vive sobre la repisa de la chimenea, “Espero que te mueras“, "Nubes de BBQ", "Pongo mucho floro en mis libros"